# 弯管马先蒿
弯管马先蒿（学名：Pedicularis curvituba）为列当科马先蒿属的植物，为中国的特有植物。分布于中国大陆的甘肃等地，生长于海拔2,600米至3,600米的地区，目前尚未由人工引种栽培。

## 异名
- Pedicularis curvituba Maxim. ssp. provoti (Franch.) Tsoong